# Johan Ramhorn
Johan Ramhorn (sinh ngày 3 tháng 5 năm 1996) là một cầu thủ bóng đá người Thụy Điển gốc Hàn Quốc thi đấu cho Kalmar FF ở vị trí hậu vệ.
Anh trai sinh đôi của anh, Sebastian, cũng thi đấu cho Kalmar FF và thi đấu với nhau trong suốt sự nghiệp.